# Fahrt ohne Ende
Fahrt ohne Ende (englischer Originaltitel: Non-Stop; später auch Starship) ist ein Roman des britischen Autors Brian Wilson Aldiss aus dem Jahr 1958. In späteren Ausgaben wurde er 1984 als Die unendliche Reise und 2018 als Starship – Verloren im Weltraum in jeweils eigenen Übersetzungen veröffentlicht. Es handelte sich um den ersten Science-Fiction-Roman und zugleich um das erste kommerziell erfolgreiche Werk des Autors. Die Erstausgabe erschien 1958 bei dem britischen Verlag Faber & Faber und 1959 erschien der Roman in den Vereinigten Staaten bei Criterion Books als Starship.
Inhaltlich beschreibt der Roman das Ende einer generationenübergreifenden Reise eines Menschenvolkes in einem Generationenraumschiff nach der Rückkehr von der Besiedlung eines Exoplaneten des erdnahen Sterns Prokyon zur Erde. Die Menschen auf dem Schiff leben in primitiven Stämmen und haben nach einer Krankheitsepidemie und über die Generationen nur noch religionsartige Überlieferungen darüber, wo sie sich befinden, und keinen Zugang zur Steuerung des Schiffes.

## Inhalt

### Allgemeines und formaler Aufbau
Der Roman ist in vier inhaltliche Teile aufgeteilt, die zusätzlich in durchnummerierte Kapitel strukturiert sind:
- Teil 1: Quartier / Quarters (I-IV)
- Teil 2: Niemandsland / Deadways (I-IV)
- Teil 3: Bugwärts / Forwards (I-IV)
- Teil 4: Das große Etwas / The Big Something (I-V)

Das gesamte Buch wird aus der Position eines allwissenden Erzählers in der Vergangenheitsform wiedergegeben. Die Geschichte spielt auf dem Raumschiff und der Erzähler begleitet die Hauptperson Roy Complain, der im „Quartier“ im Heck des Schiffes lebt und von dort gemeinsam mit dem Priester Marapper und zwei weiteren Personen durch das Niemandsland aufbricht, um die Geheimnisse des Raumschiffes in den vorderen Decks zu erkunden und den geheimnisvollen Kapitän und die Steuerung des Schiffes zu finden.

### Handlung
Der Protagonist des Romans, der Jäger Roy Complain, lebt mit seiner Frau im „Quartier“ eines kulturell primitiven Stammes, des Greene-Stammes. Das Quartier liegt inmitten eines ewig wachsenden Dschungels, der „Hydroponik“, und befindet sich kontinuierlich in Bewegung, wobei die Menschen zugleich immer wieder auf kleine Räume stoßen, die geheimnisvolle Dinge und Relikte der „Riesen“ enthalten. Der Zeitablauf für den Stamm ist geprägt von einem Schlaf-Wach-Rhythmus, der durch die Beleuchtung des Lebensraumes gesteuert wird. Complain fühlt sich zunehmend unwohl und getrieben, das Quartier zu verlassen. Nachdem seine Frau bei der Jagd in der Nähe der „Hecktreppe“ von einem fremden Stamm gestohlen worden ist, schließt er sich einer kleinen Gruppe um den Priester Marapper an, um das Quartier zu verlassen. Marapper ist auf ein Buch, einen „Seher“, mit Schaltplänen gestoßen, der ihn zu der Kommandozentrale und zum Kapitän des „Schiffes“ führen soll, auf dem sie sich ihren Überlieferungen nach befinden.
Die Truppe, bestehend aus Complain, Marapper, dem entstellten Wantage, Roffery und Bob Fermour, arbeitet sich nach und nach durch den Dschungel, das „Niemandsland“ bzw. die „Deadlands“, von den hinteren Decks nach vorn. Sie treffen dabei auf andere Stämme mit unterschiedlichem Entwicklungsstand. Nach einem Zusammenstoß mit den „Riesen“ an einem Swimmingpool, den er für das Meer hält, wird Complain von diesen eingefangen, kurz darauf jedoch wieder freigelassen. Während der Gefangenschaft wird er von intelligenten, mutierten Ratten und einem telepathisch begabten Kaninchen in deren Gefangenschaft bedrängt, die mit der Rückkehr der Riesen allerdings wieder verschwinden. Auch Roffery war beim Zusammenstoss dabei, wurde von den Riesen jedoch betäubt zurückgelassen und war bei Complains Rückkehr verschwunden. Beim weiteren Vorstoß trifft die Gruppe auf eine Stelle, in der das Deck durch unbekannte Waffen zerstört ist und Schwerelosigkeit herrscht. Kurz darauf werden sie von den Bewohnern von „Bugwärts“ gefangen genommen, wobei Wantage getötet wird. Sie halten sie für Kundschafter einer marodierenden Gruppe von Mutanten und Ausgestoßenen unter der Führung des verrückten Gregg, von der sie mehrfach attackiert wurden. Nach einem Verhör werden Marapper und Complain in die Gruppe der Bugwärts aufgenommen, während Fermour als „Fremder“ identifiziert und für weitere Verhöre gefangen gehalten wird. Von den Bugwärts erfahren Marapper und Complain mehr über das Raumschiff und die Reise, die dieses von einem Planeten des erdnahen Sterns Prokyon zurück zur Erde durchführen sollte, bevor irgendetwas Unvorhergesehenes passiert sein muss. Zudem erzählen sie ihnen von den Riesen und den „Fremden“, die das Volk infiltrieren und als Feinde betrachtet werden. Sie erfahren, dass das Raumschiff nur sechs Generationen hätte brauchen sollen, um zur Erde zurückzukehren, und dass seit der Epidemie bereits 23 Generationen vergangen sind.
Während ihrer Anwesenheit in Bugwärts werde sie von Hawl, einem Mutanten und Angehörigen von Greggs Truppe, aufgesucht, der sie bittet, seine Gruppe aufzunehmen. Complain und die Sicherheitsoffizierin Laur Vyann gehen gemeinsam mit Hawl zum Versteck von Gregg, das sich im Bereich der Schwerelosigkeit auf einer höheren Schiffsebene befindet. Gregg, der sich als Bruder von Complain herausstellt, erzählt ihnen von massiven Angriffen durch die mutierten Ratten, bei denen viele seiner Gefolgsleute verletzt wurden. Er bringt Complain zudem zu dem schwer verwundeten Roffery, den sie gefunden und aufgenommen haben, und erzählt ihm von einem Buch, nach dem er und Complain Nachfahren des Kapitäns des Raumschiffes seien. Zudem gibt er ihnen eine vermeintliche Waffe, die sich später als Laserschweißgerät identifizieren lässt. Vyann entwendet das Logbuch und nachdem sie zurück in Bugwärts sind, trifft sie sich mit Complain, um darin zu lesen. Sie erfahren, dass die Besatzung wenige Tage nach der Abreise von Prokyon von einer Epidemie durch die Infektion mit einer bis dahin unbekannten Aminosäure betroffen war, die über das Wasser alle Lebewesen einschließlich der Pflanzen auf dem Schiff infizierte und entweder tötete oder mutieren ließ. Der größte Teil der Schiffsbesatzung wurde während der Epidemie getötet, nur wenige überlebten und konnten die Aminosäure in ihren Metabolismus integrieren.
Complain verliebt sich in Vyann. Gemeinsam untersuchen sie das Schweißgerät. Mit dessen Hilfe finden sie die weitgehend zerstörte Kommandozentrale, die sich hinter heruntergelassenen Wänden befindet. Gleichzeitig wird in Bugwärts ein Riese entdeckt, der jedoch entfliehen kann, und auch Fermour konnte aus seiner Zelle verschwinden. Mit Hilfe eines Ringes gelingt es Marapper, einen Wartungsschacht im Boden zu öffnen und damit das Verschwinden zu erklären. Daraufhin werden auf Befehl der Sicherheitschefs Scoyt und Gregg alle Abdeckungen entfernt, um die Riesen aufzuspüren. Complain wird von dem Ratsmitglied Zac Deight nach dem Buch und dem Lasergerät gefragt und begleitet diesen in sein Quartier, wo er überwältigt wird. Deight stellt sich ebenfalls als Fremder heraus und hat Funkkontakt zu den Riesen, denen er die Situation schildert. Complain kann sich befreien und den Laser wieder an sich nehmen, den er an Scoyt übergibt. Daraufhin beginnen Scoyt und Gregg nach und nach einzelne Decks einzureißen, um die Riesen zu finden und zu töten. Sie zerstören dabei einige Energieleitungen, Wasserversorgungs- und Abwasserentsorgungsrohre und entfachen ein Feuer, das sich ausbreitet. Sie treffen zudem auf eine Luftschleuse, durch deren Fenster sie in das Weltall und auf einen großen Planeten schauen können.
Complain, Marapper und Vyann stellen derweil Zac Deight und später Fermour zur Rede. Es zeigt sich, dass sich das Schiff seit einiger Zeit außerhalb der Erdatmosphäre in der Umlaufbahn der Erde befindet und die Riesen lediglich normal große Erdenmenschen sind, die versucht haben, die Bedingungen der mutierten Schiffsbewohner zu verbessern, indem sie das Schiff langsam reparierten. Die Fremden sind ungewöhnlich kleine Menschen von der Erde, die die verschiedenen Gesellschaften des Schiffes infiltriert haben, um die Entwicklung ihrer Zivilisation zu untersuchen. Die Herrscher der Erde zögerten, die Schiffsbewohner in die Zivilisation der Erde aufzunehmen, weil sie mutiert sind und viermal schneller altern als die Erdbevölkerung. Es wäre deshalb riskant, sie auf der Erde freizulassen. Complain beginnt zu verstehen, dass sie trotz ihrer vermeintlichen Befreiung weiterhin auf dem Schiff gefangen bleiben werden.

## Hintergrund und Rezeption

### Entstehung und Ausgaben
Non-Stop war der erste Roman des britischen Autors Brian Wilson Aldiss. Der als Buchhändler tätige Aldiss hatte unter dem Pseudonym „Peter Pica“ bereits vorher eine Serie von kurzen Prosastücken in der Fachzeitschrift The Bookseller veröffentlicht und veröffentlichte diese 1955 in einer überarbeiteten und zusammengefassten Form als Novelle The Brightfound Diaries, die bei Faber & Faber erschien. Im gleichen Jahr belegte er bei einem Kurzgeschichtenwettbewerb des englischen The Observer mit seiner Geschichte Not for an Age den ersten Platz. Non-Stop erschien in einer ersten, kürzeren Version ebenfalls 1956 in der Zeitschrift Science Fantasy #17. Auf Bitten des Redakteurs Charles Monteith schrieb Aldiss auf dieser Basis 1958 sein Romandebüt Non-Stop. Durch diesen und die im gleichen Jahr erschienene Geschichte Judas Dancing wurde er auch in den Vereinigten Staaten sowie später durch zahlreiche Übersetzungen international bekannt. Im Jahr 1959 erhielt er den Hugo Award als bester Nachwuchsautor.

### Rezeption
Der Roman gilt als Science-Fiction-Klassiker und neben Orphans in the Sky von Robert A. Heinlein als einer der besten klassischen Romane mit einem Fokus auf dem Thema der Generationenraumschiffe. Nach Ansicht einzelner Autoren wurde das Genre der Science-Fiction durch Aldiss' Romane Non-Stop, Hothouse und Report on Probability A moralisch stark ausgeweitet. In der Encyclopedia of Science Fiction wird Non-Stop als eine „brillante Behandlung des Topos Generationenraumschiff“. bezeichnet. 2008 wurde der Roman mit dem retrospektiven British Science Fiction Association Award als bester Roman des Jahres 1958 ausgezeichnet.
Laut David Pringle unterscheidet sich Non-Stop von den meisten Science-Fiction-Geschichten seines Jahrzehnts dadurch, dass es einen antiheroischen Ton hat. Die Hauptfigur, Roy Complain, wirkt kleinlich, gemein, nachtragend und ein wenig dumm, obwohl er in moralischer Größe wächst, während sich die Erzählung entfaltet. Allerdings sind auch die anderen Charaktere hilflos aufgrund ihrer Situation. Pringle setzt dies in Beziehung zu späteren Werken des Autors, bei denen es meist um gewöhnliche Leute geht. Bei Non-Stop sind die Protagonisten zudem sowohl im direkten als im übertragenen Sinne „kleine Leute“, da sie auch in der Körpergröße in der Regel kleiner als 1,60 Meter sind und ihnen daher die normalen Menschen wie Riesen vorkommen. Nach seiner Darstellung bringt Aldiss noch einen weiteren Aspekt in die Geschichte, die bei früheren Science-Fiction-Romanen nicht vorhanden war: Das Ende ist nicht positiv und auch nachdem die Protagonisten ihre vermeintlichen Hürden und Gegner überwunden haben, befinden sie sich weiterhin in einer ausweglosen Situation; nach seiner Darstellung sind sie Opfer eines kosmischen Scherzes.

### Abgeleitete Werke
Das 1976 in der ersten Auflage erschienene Pen-&-Paper-Rollenspiel Metamorphosis Alpha von James Ward, das als erstes Science-Fiction-Rollenspiel betrachtet wird und ebenfalls auf einem havarierten Generationenschiff spielt, sowie das darauf aufbauende Spiel Gamma World wurden durch den Roman inspiriert.

## Ausgaben
Der Roman wurde in zahlreichen Auflagen und Übersetzungen international veröffentlicht:
Originalausgabe
- Non-Stop, Faber & Faber, London 1958

Deutschsprachige Ausgaben
- Fahrt ohne Ende (Übersetzung von Michael Fröhwein), Moewig, München [1958], Terra Utopische Romane Band 2
- Fahrt ohne Ende, Wilhelm Heyne Verlag, München 1970, Band 06/3191
- Die unendliche Reise (Übersetzung von Bernd Seligmann und Brigitte Borngässer), Bd. 22075, Science-Fiction-Bestseller, Bastei Lübbe, Bergisch Gladbach 1984, ISBN 978-3-404-22075-5
- Starship – Verloren im Weltraum (Übersetzung von Andrea Blendl), Mantikore-Verlag, Frankfurt am Main 2018, ISBN 978-3-96188-017-1

Auswahl englischsprachiger Ausgaben
- Starship, Criterion Books, New York 1959 (laut Aldiss mit unautorisierten Textpassagen[7])
- Non-Stop, Science Fiction Book Club, London, 1960
- Non-Stop, Signet Books, New York 1960
- Non-Stop, Avon, New York 1969
- Non-Stop, Pan Books, London 1976
- Non-Stop, Carroll & Graf, New York, 1989

Weitere internationale Ausgaben
- Croisière sans Escale, Denoël, Paris 1959
- Viaggio Senza Fine, Ponzont, Mailand 1963
- Ladja Med Zvezdami, Zivljenje an Tehmka, Ljubljana 1966
- Non-Stop, A. J. Luitingh, Amsterdam 1969
- Viaje sin Término, in Ciencia Ficciôn Inglesa, Aguilar, Madrid 1968
- Amig Vilag a Vilag, Tanscics, Budapest 1970
- Non-Stop, Gyldendal Norsk, Oslo 1973
- Non-Stop, Iskry, Warschau 1975
- Non-Stop, Odeon, Prag 1979
- La Nave Estelar, Editorial Sudameracana, Buenos Aires 1979
- Nave-Mundo, Livros do Brasal, Lissabon 1985

## Belege
1. 1 2  Stuart Kelly: Brian Aldiss: 'These days I don't read any science fiction. I only read Tolstoy'. In: The Guardian, 13. Dezember 2013; abgerufen am 17. Mai 2019.
2. ↑  1959 Hugo Awards (Memento des Originals vom 8. Februar 2013 im Internet Archive)  Info: Der Archivlink wurde automatisch eingesetzt und noch nicht geprüft. Bitte prüfe Original- und Archivlink gemäß Anleitung und entferne dann diesen Hinweis. auf der offiziellen Website der Hugo Awards; abgerufen am 17. Mai 2019.
3. 1 2  Aldiss, Brian W. in der The Encyclopedia of Science Fiction, 27. März 2019; abgerufen am 17. Mai 2019.
4. 1 2 3 4  David Pringle: Science Fiction: The 100 Best Novels. Hachette, London 2014. (Google Books).
5. 1 2  Michael Curtis: RIP Brian Aldiss / From Starships to Hothouses: The Influence of Brian Aldiss auf goodman-games.com, 27. August 2017; abgerufen am 17. Mai 2019.
6. ↑  Metamorphosis Alpha in der The Encyclopedia of Science Fiction, 5. März 2017; abgerufen am 17. Mai 2019.
7. 1 2  Non-Stop auf der Website von Brian Aldiss; abgerufen am 14. Mai 2019.